# Adri van Tiggelen
Adri van Tiggelen, född 16 juni 1957 i Oud-Beijerland, Nederländerna, fotbollsspelare.
Adri van Tiggelen var vänsterback och spelade 56 landskamper för Nederländerna mellan 1983 och 1992. Han blev Europamästare 1988, och var även med i VM 1990 samt EM 1992.
Han inledde sin professionella karriär i Sparta Rotterdam säsongen 1978/79, och spelade där i fyra säsonger, innan han bytte till FC Groningen. 1986 flyttade han till belgiska Anderlecht, där han blev ligamästare 1987 och 1991. Efter tre säsonger och ett ligaguld (1992) med PSV Eindhoven avslutade han spelarkarriären i Dordrecht '90 säsongen 1994/95.
Efter spelarkarriären har van Tiggelen verkat som tränare. Under en period var han tillfällig huvudtränare i Sparta Rotterdam, men har nu hand om ungdomslaget.